# La Voix de son maître (film)
Pour plus de détails, voir Fiche technique et Distribution.
La Voix de son maître est un documentaire français coréalisé par Gérard Mordillat et Nicolas Philibert, sorti en 1978.

## Synopsis
Des patrons donnent leur point de vue sur le mode de fonctionnement des entreprises, les relations entre les hommes qui les font vivre, et tentent de faire un portrait du patronat des années 1970.

## Fiche technique
- Titre : La Voix de son maitre
- Réalisation : Gérard Mordillat, Nicolas Philibert
- Photographie : Jean Achache, Yves Agostini, Daniel Barrau, Renato Berta, François Catonné, Gilbert Duhalde, Éric Dumage, Jean Monsigny, Jean-Paul Schwartz
- Son : Pierre Gamet, Michel Kharat, Yves Allard, Pierre Befve, Robert Boner, Titou Charrière, Auguste Galli, Pierre Galli, Luc Yersin, Richard Zolfo
- Montage : Charlotte Boigeol, Jojo Roulet
- Production : INA - Laura Production - SERDDAV
- Durée : 100 minutes
- Date de sortie : 
  - France : 22 février 1978